# Drepanopus bispinosus
Drepanopus bispinosus is een eenoogkreeftjessoort uit de familie van de Clausocalanidae. De wetenschappelijke naam van de soort is voor het eerst geldig gepubliceerd in 1982 door Bayly.